# Пушкарьов Олег Дмитрович
Олег Дмитрович Пушкарьов (нар. 11 червня 2004, Котовськ, Одеська область, Україна) — український футболіст, лівий вінґер донецького «Шахтаря», який виступає в оренді за «Інгулець».

## Клубна кар'єра
Народився в місті Котовськ Одеської області. З 2016 по 2017 рік грав за «Дніпро-2004» в юнацьких регіональних змаганнях. У ДЮФЛУ з 2017 по 2020 рік виступав за «Шахтар». Починаючи з сезону 2020/21 років виступав за донецький клуб у юнацькому чемпіонаті України. В Юнацькій лізі УЄФА дебютував 15 вересня 2021 року в переможному (5:0) виїзному поєдинку 1-го туру проти тираспольського «Шерифа». Олег вийшов на поле на 67-й хвилині замість Артема Веленка. Єдиним голом у вище вказаному турнірі відзначився 19 вересня 2023 року на 90+3-й хвилині програного (1:4) домашнього поєдинку 1-го туру групи H проти «Порту». Пушкарьов вийшов на поле в стратовому складі та відіграв увесь матч. Загалом у Юнацькій лізі УЄФА зіграв 14 матчів та відзначився 1-м голом.
8 липня 2024 року відправився в 1-річну оренду до «Інгульця». У футболці петрівського клубу дебютував 4 серпня 2024 року в програному (1:2) виїзному поєдинку 1-го туру Прем'єр-ліги України проти луганської «Зорі». Олег вийшов на поле на 87-й хвилині замість Володимира Білоцерковця.

## Кар'єра в збірній
Наприкінці березня 2019 року отримав виклик на перший збір юнацької збірної України (U-15). У футболці вище вказаної збірної дебютував 2 квітня 2019 року в переможному (1:0) домашньому поєдинку кваліфікації чемпіонату Європи 2021 (U-17) проти однолітків з Румунії. Першим голом на міжнародному рівні за юнацькі збірні (U-15) відзначився 10 травня 2019 року на 19-й хвилині переможного (5:1) домашнього поєдинку кваліфікації чемпіонату Європи 2021 (U-17) проти юнацької збірної Білорусі (U-15). Загалом за команду U-15 провів 5 матчів та відзначився 1-м голом.
У футболці юнацької збірної України (U-19) дебютував 17 листопада 2022 року в переможному (1:0) поєдинку 3-ї групи кваліфікації чемпіонату Європи проти юнацької збірної Косова (U-19). Пушкарьов вийшов на поле в стратовому складі, а на 69-й хвилині його замінив Володимир Харабара. Станому на 20 вересня 2024 року провів 5 поєдинків за юнацьку збірну України (U-19).

## Досягнення
«Шахтар» (Донецьк)
- Юнацький чемпіонат України (U-19)
  -  Срібний призер (1): 2023/24